# Jakoetjane
De Jakoetjane (Russisch: Якутяне; "Jakoetjanen"), ook Lenskië krestjane (ленские крестьяне; "Lenaboeren" ) of lenskië starozjily (ленские старожилы; "oude Lenabewoners")  genoemd, is een etnografische groep van de Russen in de Russische autonome republiek Sacha (Jakoetië). Het zijn afstammelingen van de eerste Russische kolonisten in Siberië die in de 18e eeuw hier binnendrongen en zich vermengden met de lokale Jakoetische bevolking.
De inwonersnaam Jakoetjane of enkelvoud 'Jakoetjanin' wordt tegenwoordig in de Jakoetse media niet meer specifiek voor de etnografische groep gebruikt, maar meer algemeen voor alle bewoners van Jakoetië of bewoners van haar hoofdstad Jakoetsk, zonder dat hierbij de etniciteit een rol speelt.

## Geschiedenis

### Oorsprong en identiteit
De oorsprong van de bevolkingsgroep ligt in de jaren 1770 toen kleine groepen Russische boeren en jamsjtsjiki (postiljons) zich vanuit het dal van de Ilim en vanuit Irkoetsk zich vestigden langs de boven- en middenloop van de rivier de Lena, meer bepaald in de landerijen nabij Jakoetsk en Oljokminsk. Deze immigranten waren op hun beurt afstammelingen van immigranten uit het Russische Noorden en de Noordelijke Voor-Oeral. De mannelijke Russen vermengden zich met de lokale Jakoetenvrouwen en namen hun cultuur over, waarbij ze geleidelijk hun Russische gewoonten verloren. De Russische immigranten vestigden zich doorgaans samen tussen de Jakoeten op strokenlandbouwgronden in zogenoemde postiljonsdorpen (jams).
Begin 19e eeuw voelden de Jakoetjane zich meer Jakoets dan Russisch en eind 19e eeuw sprak de helft van hen ook geen Russisch meer. In de 20e eeuw nam de instroom van Russen echter weer toe en verminderde het Jakoetische aandeel in deze groep weer sterk. In de 20e eeuw werden ze min of meer gelijkgesteld aan Russische immigranten.

### Andere Russische etnografische groepen
Deze boeren langs de Lena waren ook betrokken bij het ontstaan van andere etnografische Russische groepen in het noordoosten van Siberië. Vanaf de 18e eeuw ontstonden zo de Anadyrtsy (langs de Anadyr), Gizjigintsy (bij Gizjiga) en de Kamtsjadalen (op Kamtsjatka). In de 19e eeuw ontstonden onder meer de Russische Oest-Olenjokskië (in Oest-Olenjok), Oest-Janskië (in Oest-Jansk), Verchojanskië (in Verchojansk), de Roessko-oestintsy of Indigirsjtsjiki (in het dorp Roesskoje Oestje), Oest-Jelonskië (bij de monding van de Bjorjoljoch, die in de benedenloop Jelon wordt genoemd) en Kolymskië of Pochodtsjane (in het dorp Pochodsk). Hiervan werden de Oest-Janskië en de Oest-Olenjokskië geassimileerd door omringende Jakoeten en Evenken, terwijl de Roessko-oestintsy en de Pochodtsjane hun taal en cultuur bewaarden en hun Russische  karakter behielden.

### Verspreiding en etnisch zelfbewustzijn
De Jakoetjane wonen binnen Jakoetië in enkele dorpen in het stedelijk district van Jakoetsk (zoals Staraja Tabaga) en de oeloessen Oljokminski en Changalasski. Veel van hen spreken ook Jakoets en beschouwen deze taal naast het Russisch eveneens als moedertaal. Soms spreken ze ook het dagelijks leven alleen Jakoets, soms zowel Russisch als Jakoets. Hun taal heeft enkele kenmerken van de Noord-Russische dialecten. Er zijn echter geen significante verschillen met andere Russische etnografische groepen. Hun etnisch zelfbewustzijn is overwegend Russisch en sommigen beschouwen zich als afstammelingen van het regiment van de Jakoetse Kozakken. 
Russische nazaten van de Lenaboeren worden van oudsher Sachalaren genoemd. Meer recent worden echter ook andere afstammelingen van gemengde huwelijken tussen Jakoeten en Russen, Oekraïners of andere volken zo genoemd.
Bij de Russische volkstelling van 2002 werden de Jakoetjane en lenskië starozjily opgenomen in de lijst van nationaliteiten en talen van Rusland. Bij deze volkstelling lieten 46 mensen zich registreren als Jakoetjane en 3 mensen als lenskië starozjily.